# Дертев, Евгений Александрович
Евгений Александрович Дертев (20 декабря 1918, Павлово, Нижегородская губерния, РСФСР — 26 декабря 1994, там же) — старший сержант Советской Армии, участник Великой Отечественной войны, Герой Советского Союза (1944).

## Биография
Родился 20 декабря 1918 года в городе Павлово в рабочей семье. Окончил шесть классов школы. С 1933 года работал на Павловском автобусном заводе, был учеником электромонтёра, затем электромонтёром. В 1939 году был призван на службу в Рабоче-крестьянскую Красную Армию. Проходил службу на Дальнем Востоке.
С июля 1943 года — на фронтах Великой Отечественной войны. Принимал участие в боях на Брянском, Центральном и Белорусском фронтах. Участвовал в Курской битве, Черниговско-Припятской операции. К октябрю 1943 года ефрейтор Е. А. Дертев был стрелком 1185-го стрелкового полка 356-й стрелковой дивизии 61-й армии Центрального фронта. Отличился во время битвы за Днепр.
15 октября 1943 года в составе группы переправился через Днепр на территории Лоевского района Гомельской области Белорусской ССР и принял активное участие в захвате плацдарма на его западном берегу. В дальнейшем в ходе боя за освобождение села Колыбань Брагинского района трое суток пулемётным огнём отражал вражеские контратаки.
Указом Президиума Верховного Совета СССР «О присвоении звания Героя Советского Союза генералам, офицерскому, сержантскому и рядовому составу Красной Армии» от 15 января 1944 года за «образцовое выполнение боевых заданий командования по форсированию реки Днепр и проявленные при этом мужество и героизм» ефрейтор Евгений Дертев был удостоен звания Героя Советского Союза с вручением ордена Ленина и медали «Золотая Звезда» за номером 4382.
В дальнейшем участвовал в Гомельско-Речицкой операции. В одном из боёв получил тяжёлое ранение и контузию, после чего долгое время лечился в госпитале. На фронт больше не вернулся, продолжал службу в запасном полку. С января 1945 года учился в Горьковском танковом училище, но в 1946 году в звании старшего сержанта он был уволен в запас по состоянию здоровья. Проживал в Калининской области. В 1950 году вернулся в родной город, где работал на заводе «Мехинструмент». Умер 26 декабря 1994 года, похоронен на городском кладбище своего родного города.
Был также награждён орденом Отечественной войны 1-й степени и рядом медалей.